# Mario Ojeda Gómez
Mario Ojeda Gómez (Xalapa-Enríquez, Veracruz de Ignacio de la Llave, 10 de agosto de 1927−1 de noviembre de 2013) fue un internacionalista, académico y diplomático mexicano. Estudió en la Escuela de Ciencias Políticas y Sociales de la Universidad Nacional Autónoma de México, así como en la Universidad de Harvard. Fue Presidente de El Colegio de México entre 1985 y 1994.

## Docencia e investigador
Fue profesor e investigador en la Universidad Nacional Autónoma de México, El Colegio de México, Institución Brookings en Washington D. C., en la Universidad Iberoamericana, y en el Royal Institute of International Affairs (Chatham House), en Londres, Inglaterra, entre otras.
En El Colegio de México, fue director del Centro de Estudios Internacionales, secretario general, coordinador general académico y presidente de la institución (1985-1995). Recibió algunas becas, entre las que destacan la de la Fundación Rockefeller, la de la Fundación Ford, la de la Asociación Nacional de Universidades e Institutos de Educación Superior, la del Ministerio Español de Educación y Ciencias y la del Sistema Nacional de Investigadores del Consejo Nacional de Ciencia y Tecnología de México (Conacyt).
Fue también embajador de México ante la Unesco, entre 1995 y 1998.

## Premios y distinciones
Entre otros honores y condecoraciones, fue el primer latinoamericano elegido Miembro del Comité Directivo de la Asociación de Estudios Latinoamericanos (1983), el reconocimiento de la Asociación Nacional de Universidades y de The Consortium of United States Research Programs for Mexico, por su contribución al conocimiento de las relaciones México-Estados Unidos. Fue elegido Distinguished Fellow en el cuadragésimo aniversario de la Fundación Fulbright, en Washington.

## Publicaciones
Fue autor de diversos artículos, ensayos, comentarios y libros de gran importancia, tales como:
- El desafío de la interdependencia: México y Estados Unidos (informe de la Comisión Sobre el Futuro de las Relaciones México - Estados Unidos),
- La protección de los trabajadores migratorios (1957),
- México y América Latina (1974),
- Alcances y límites de la política exterior de México (1976),
- Las relaciones de México con los países de América Central (1985),
- México: el surgimiento de una política exterior activa (1986),
- México antes y después de la alternancia política. Un testimonio México, El Colegio de México, 2004,
- Retrospección de Contadora: Los esfuerzos de México para la paz en Centroamérica (1983-1985). México, El Colegio de México, 2007.
- México y Cuba revolucionaria: cincuenta años de relación. México, El Colegio de México, 2008.[4]
- Memorias, México, D.F, Edición de Autor, 2013.